# Tattoo Peter
Tattoo Peter, pseudoniem van Pier de Haan (Sneek, 13 juli 1925 - Alkmaar, 17 maart 1984) was een Nederlands tatoeëerder.

## Biografie
Als kind wilde De Haan liefst bij de marine. Tijdens de Tweede Wereldoorlog verloor hij echter zijn linkerbeen, waardoor een carrière bij de marine was uitgesloten. Na het vak van tatoeëerder geleerd te hebben, voornamelijk in Rotterdam van Albert Cornelissen, opende hij in 1955 in de St. Olofsteeg de eerste tattooshop van Amsterdam. In 1977 verhuisde de shop naar de Nieuwe Brugsteeg. Op 17 maart 1984 stierf hij aan de gevolgen van een hersentumor.